# Cathédrale Notre-Dame de Saint-Bertrand-de-Comminges
Cette  cathédrale n’est pas la seule cathédrale Notre-Dame.
La cathédrale Notre-Dame de Saint-Bertrand-de-Comminges, également appelée cathédrale Sainte-Marie, est une cathédrale catholique, située au pied des Pyrénées dans la commune de Saint-Bertrand-de-Comminges, dans le département de la Haute-Garonne en région Occitanie (France).
La cathédrale Notre-Dame de Saint-Bertrand-de-Comminges était la cathédrale du diocèse de Comminges jusqu'au 29 novembre 1801, date à laquelle le pape Pie VII a établi la bulle Qui Christi Domini répartissant le territoire du diocèse de Comminges entre l'archidiocèse de Toulouse et le diocèse de Bayonne.
La cathédrale Saint-Étienne de Toulouse est alors devenu la cathédrale de l'archidiocèse de Toulouse où siège l'archevêque. Depuis 1801, la cathédrale est devenue l'église paroissiale Sainte-Marie.
La cathédrale fait l’objet d’un classement au titre des monuments historiques par la liste de 1840. Elle est également inscrite au patrimoine mondial de l'UNESCO au titre des chemins de Saint-Jacques-de-Compostelle en France depuis 1998.

## Situation
À 515 mètres d'altitude, Saint-Bertrand-de-Comminges est en position de voir le pic de Cagire, le pic du Gar, le mont Sacon, et contemple le bassin de la Garonne. Plus généralement, la ville commande les accès vers l'Espagne, Toulouse et Tarbes, desservis par un réseau routier issu d'anciennes voies romaines.

## Histoire
La cathédrale est située sur l'acropole d'un oppidum celte qui a donné naissance à la cité romaine de Lugdunum Convenarum dont les ruines s'étendent dans la plaine. L'invasion des Vandales en 409 l'a dévastée. L'activité municipale a continué au Ve siècle. Après la victoire de Clovis sur les Wisigoths, la cité est passée sous le contrôle des Francs. La ville a disparu en 585 à la suite d'un conflit entre Gondovald, se disant fils naturel de Clotaire Ier et le roi Gontran. Des évêques de la cité sont encore cités épisodiquement, mais il faut attendre Bertrand de l'Isle, membre d'une famille noble et chanoine de Toulouse, nommé évêque de Comminges en 1083 pour voir la cité se redresser. Il rétablit la vie communautaire dans le chapitre, relève la cathédrale et construit son cloître. Il meurt en 1123. Reconnu comme saint par la foule des pèlerins sur le tombeau de saint Bertrand, il ne l'a été que sous le pontificat de Clément V. L'afflux de pèlerins va nécessiter l'agrandissement de la cathédrale dans la seconde moitié du XIIe siècle. Le clocher est construit au XIIe siècle à l'intérieur de la nef.
La construction de la cathédrale remonte aux environs de l'an 1100. Il subsiste de la cathédrale construite par Bertrand de l'Isle la base des murs des quatre premières travées et la façade de la nef. Le cloître est refait aux XIIe et XIIIe siècles sous une forme plus riche. Il subsiste une galerie romane à l'ouest. Dans la première moitié du XIIIe siècle, les chanoines ont ajouté deux travées au cloître, les galeries sud et est qui ont englobé la salle capitulaire. La galerie nord du cloître a été construite au XIVe siècle. C'est la seule qui soit voûtée.
Bertrand de Goth est évêque de Comminges entre 1294 et 1299, avant de devenir archevêque de Bordeaux, entre 1299 et 1305, et d'être élu pape sous le nom de Clément V en 1305. La première pierre est posée en 1307. Le projet initial devait prévoir de conserver la nef romane et de reconstruire l'abside et le chœur avec cinq chapelles rayonnantes et quatre chapelles latérales. La clef de voûte de l'abside porte le blason de l'évêque Scot de Linières (1317-1325) à côté de celui de Clément V. La voûte de la quatrième travée de la nef est refaite rapidement car on y voit le blason du chanoine operarius Adhémar de Saint-Pastou, mort le 3 décembre 1327. La clef de voûte de la première travée porte le blason de l'évêque de Comminges (de 1336 à 1352) Hugues de Castillon qui a terminé la construction de la cathédrale.
Le programme initial de Clément V a été modifié par l'évêque Hugues de Castillon qui fait construire sa chapelle funéraire, sur le côté nord de la quatrième travée de la nef. Bertrand de Cosnac (1352-1374) fait construire la chapelle Sainte-Marguerite, côté sud de la quatrième travée. Bertrand de Cosnac voulait placer les reliques de saint Bertrand dans cette chapelle pour permettre un accès plus aisé aux pèlerins. La construction de ces chapelles a déstabilisé la quatrième travée entraînant des désordres et obligeant à ajouter de puissants arcs-boutants aux contreforts.
Le mausolée de saint Bertrand a été commencé par le cardinal Pierre de Foix (1422-1450) et terminé par son neveu Jean de Foix-Béarn (1466-1501). Il a dû recouvrir le lieu ayant servi à la translation et à l'exaltation des reliques de saint Bertrand par le pape Clément V, le 16 janvier 1309. On ne sait pas où se trouvaient les reliques du saint avant 1309. Le mausolée a reçu le corps du saint en 1476. Les peintures s'inspirent de celles du livre des miracles de l'évêque Bertrand rédigé par Vital, notaire de l'abbaye de l'Escale-Dieu, rédigé en 1179 pour obtenir sa canonisation par le pape Alexandre III.
La sacristie placée sur le flanc sud-est de la cathédrale, la salle capitulaire sur la galerie nord du cloître et la mise en place de nouveaux vitraux ont été réalisées sous l'épiscopat de Jean de Mauléon (1523-1551). Jean de Mauléon a acheté sept tapisseries des Flandres et du mobilier liturgique, installé le chœur des chanoines, l'orgue et le retable du maître-autel.
Elle a subi des dommages à l'époque des guerres de religion. En 1586, la ville haute a été prise par le capitaine Sus avec sa troupe de huguenots. Ils ont massacré des ecclésiastiques, ont accaparé de l'argenterie, brûlé des archives de la ville et, dans la cathédrale, pris des ornements, des vases sacrés et des reliques. Les reliques de saint Bertrand ont été prises et cachées dans un puits par un soldat. Elles sont rachetées par des chanoines de Lectoure et sont rendues en 1591. Le Chapitre a versé 10 000 livres aux pillards. L'évêque Urbain de Saint-Gelais a chassé les protestants après sept semaines d'occupation. L'évêque reconnaît Henri IV comme roi de France, mais en 1593, le vicomte de Larboust s'est emparé de la ville avec une troupe de pillards et y commet les pires excès dans l'église, mais les reliques de saint Bertrand ont été cachées. La châsse de Clément V a été détruite en 1586. Une nouvelle châsse est prévue en 1627 par l'évêque Barthélemy de Donnadieu de Griet, mais n'a été réalisée qu'en 1748 et la translation des reliques a été faite par l'évêque Antoine de Lastic.
L'autel majeur, en marbre de Sarrancolin, a remplacé en 1737 celui de Jean de Mauléon.
Le 30 novembre 1793, des révolutionnaires viennent saisir l'argenterie se trouvant dans la cathédrale. Les reliques de saint Bertrand sont cachées et rendues après la Révolution.
La cathédrale fait partie des tout premiers monuments placés sur la liste des monuments historiques de 1840. Le cloître est à son tour classé en 1889.

## Structure générale

Plan de l'état actuel.

L'architecture abrite sous un toit unique trois églises d'époques, de constructions et de styles différents :
- une église romane du XIIe siècle, fondée par saint Bertrand, dont certaines parties ont été conservées.
- une église gothique du XIVe siècle, conçue, voulue et financée par le pape Clément V.
- une « église de bois » constituée par les boiseries Renaissance du chœur, insérée dans l'église de pierre sous l'impulsion de l'évêque Jean de Mauléon.

## Extérieur
Sont classés au titre objet des monuments historiques :
- L'ensemble de la sculpture du portail ouest (tympan et chapiteau) datant du Moyen Âge[4] .
- Une dalle funéraire en marbre blanc encastrée dans la façade sud datant de l'époque gallo-romaine[5] .
- Le tympan de l'adoration des mages et linteau du portail ouest datant du XIIe siècle[6] .
- Les chapiteaux du portail ouest datant du XIIe siècle[7] .

### La tour-clocher et l'entrée

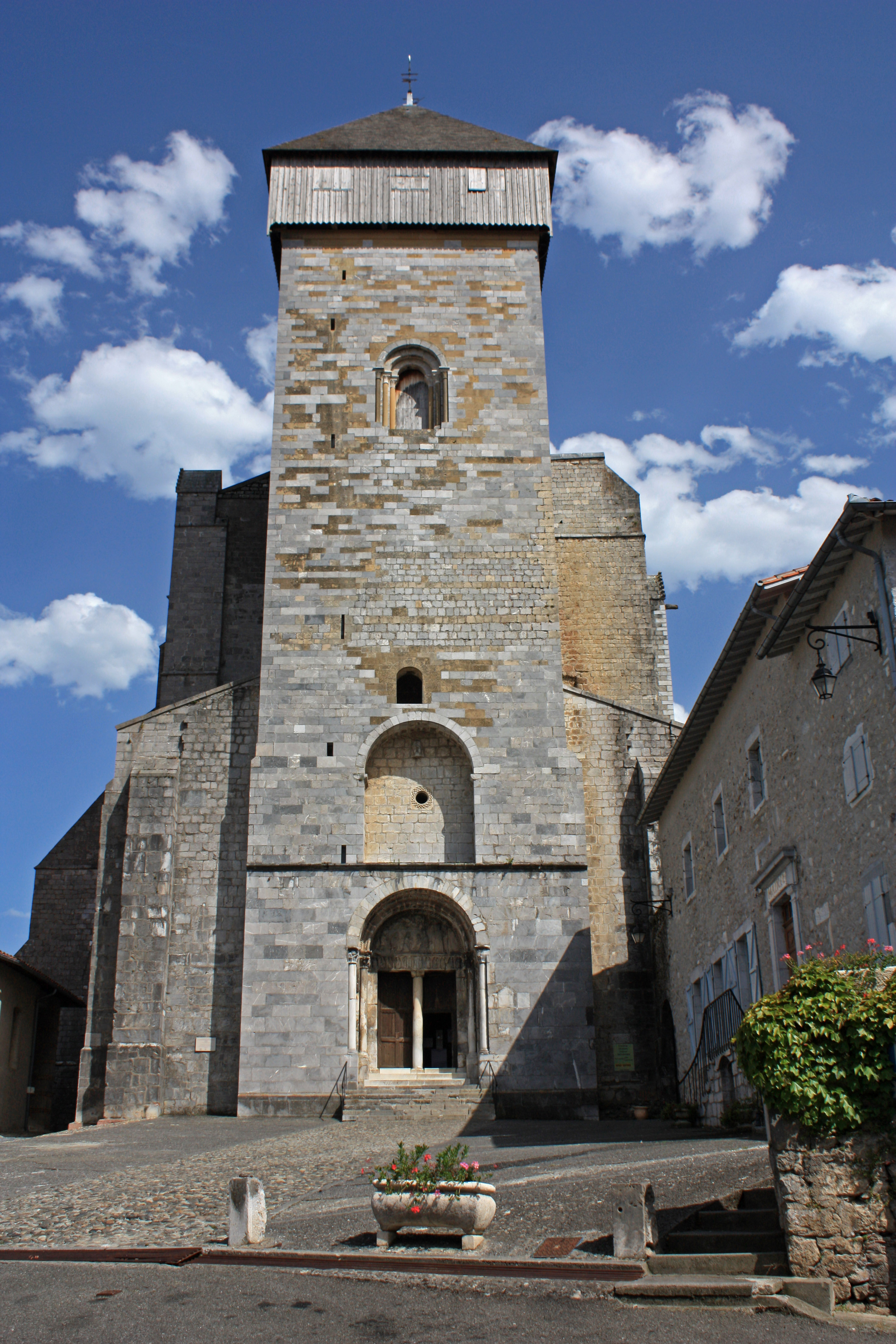
La tour-clocher.

La tour primitive a été exhaussée et convertie en donjon avec hourdage. Elle fait 33 mètres de hauteur.
L'entrée de la tour-clocher est surmontée d'un tympan roman figurant l'Adoration des mages ; sur le linteau sont sculptés les douze apôtres.

### Le cloître
Le cloître est construit pour les chanoines : c'est un lieu de prière, de réunion et de détente. Sa construction débute au XIIe siècle et il est remanié à plusieurs reprises.
- Trois de ses galeries sont romanes, recouvertes d'une charpente à claire-voie. Elles ont des arcs cintrés qui reposent sur une double rangée de colonnes surmontées de chapiteaux décorés, dont le plus travaillé est le pilier des Évangélistes. La galerie du midi ouvre sur la colline avoisinante.
- La galerie gothique du nord, de style austère, a été refaite aux XVe et XVIe siècles. Elle contient les tombes de sept chanoines, d'où son nom de galerie des tombeaux.

Sont classés au titre objet des monuments historiques :
- Les 5 dalles funéraires en pierre de chanoines datant des XIIIe, XIVe et XVe siècles[8].
- La dalle funéraire en pierre présumée de Don Sanche, 1ᵉʳ seigneur de Labarthe, mort en 1086[9].
- La stèle (cippe funéraire) en marbre datant de l'époque gallo-romaine[10]

## Intérieur

### Le narthex et l'avant-nef
Le narthex (entrée de la cathédrale) est constitué d'arcs brisés, supportés par deux piliers colossaux reposant sur une base circulaire de 11,45 mètres qui supporte une voûte à huit nervures. Le clocher s'élève au-dessus. Il y a des arcades romanes sur les murs nord et sud.

### La nef gothique
Dès le XIVe siècle, l'ancien édifice roman est complètement transformé : une large voûte est construite à l'est, formant le chevet. La voûte en croisée d'ogives, haute de 28 mètres, s'étire du chevet au clocher ; elle culmine à 55 mètres. Les murs sont en pierre grise. Le tout forme un unique vaisseau de type gothique méridional, large de 16 mètres.

### Partie arrière
L'autel de la paroisse, situé dans l'avant-nef, est une chapelle qui ne faisait pas partie du plan primitif : elle est ajoutée en 1621 par l'évêque Gilles de Souvre afin de permettre aux fidèles de suivre les offices autrement qu'à travers la clôture du chœur, selon une directive du concile de Trente.
Un retable monumental avec au centre un tableau de la crucifixion de Jésus. Jésus est entouré de deux anges visible dans les nuages, en bas de la croix, à gauche : saint Jean l'Évangéliste et la Vierge Marie, au pied de la croix saint Bertrand rend grâce, à droite : saint Dominique et un évêque à genoux avec les mains jointent.
Le tabernacle à ailes est en bois sculpté et doré. Sont représentés :
- Sur l'aile droite, un Grand Prêtre d'Israël reconnaissable à son hoshen (Pectoral du grand prêtre), l'arche d'alliance, un Menorah (chandelier à sept branches des Hébreux)
- Sur l'aile gauche, un pape (Clement V ?) reconnaissable à sa Tiare pontificale (il porte en encensoir), un ostensoir, un calice surmonté d'un hostie, un ange avec bouquet d'épis de blé, et un crucifix.
- Au centre, sur la porte du réceptacle, le Bon Pasteur.

Sont classés au titre objet des monuments historiques :
- Le retable, le tabernacle et l'antependium en cuir de Cordoue datant du XVIIe siècle[11].
- Le buste de Barthélemy de Donnadieu de Griet datant du XVIIe siècle[12].
- Les chapiteaux et culots de la nef romane daté des XIe et XIIe siècles[13].

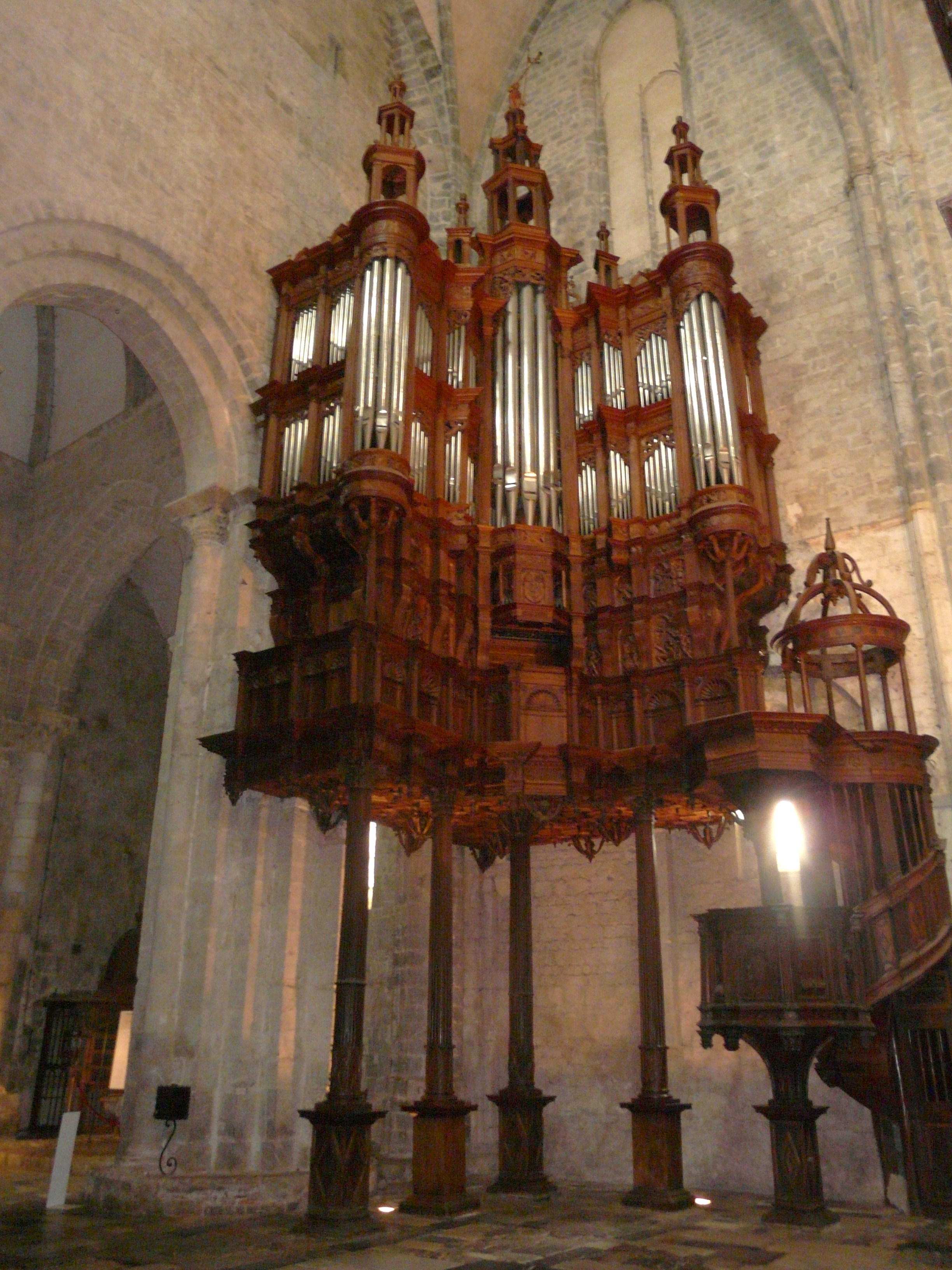
Orgue d'angle de la cathédrale : buffet Renaissance et colonnes cannelées.

#### L'orgue
Dans l'avant-nef, espace compris entre l'entrée de la cathédrale et la tribune du jubé et qui reçoit paroissiens et pèlerins, se dresse l'orgue. Son emplacement peu conventionnel est unique.
Le buffet Renaissance est élevé sur cinq colonnes cannelées ; ses sculptures traitent de sujets profanes (scènes champêtres, travaux et exploits d'Hercule). Cet orgue d'angle a été remanié à trois reprises : en 1835, 1901 et 1975.
Composition
| Grand-Orgue 54 notes |
| Montre 16'           |
| Montre 8'            |
| Bourdon 8'           |
| Prestant 4'          |
| Tierce 3 1/5'        |
| Nazard 2 2/3'        |
| Doublette 2'         |
| Fourniture V         |
| Cymbale IV           |
| Cornet V             |
| Trompette 8'         |
| Clairon 4'           |
| Voix humaine 8'      |

| Écho 54 notes       |
| Bourdon 8'          |
| Flûte à cheminée 4' |
| Doublette 2'        |
| Nazard 2 2/3'       |
| Tierce 1 3/5'       |
| Sifflet 1'          |
| Régale 16'          |

| Positif intérieur 54 notes |
| Montre 8'                  |
| Bourdon 8'                 |
| Prestant 4'                |
| Flûte à cheminée 4'        |
| Nazard 2 2/3'              |
| Doublette 2'               |
| Tierce 1 3/5'              |
| Larigot 1 1/3'             |
| Fourniture IV              |
| Cymbale III                |
| Trompette 8'               |
| Hautbois 8'                |
| Cromorne 8'                |

| Pédale 30 notes |
| Bourdon 32'     |
| Flûte 16'       |
| Flûte 8'        |
| Flûte 4'        |
| Bombarde 16'    |
| Trompette 8'    |
| Clairon 4'      |

L'orgue de la cathédrale a été utilisé notamment par Jean-Patrice Brosse pour plusieurs enregistrements (Bach : Clavier-Übung partie III, Lebègue : Premier livre d'orgue.
Sont classés au titre objet des monuments historiques :
- L'orgue de tribune datant du XVIe siècle, puis reconstruit au XXe siècle[14],[15].
- La chaire à prêcher datant du XVIIe siècle[15],[16].

### Les chapelles
Des onze chapelles, cinq sont rayonnantes et six latérales. Dans le chœur, on accède à l'ancienne sacristie édifiée par Jean de Mauléon en appendice de l'abside de la chapelle Saint-Barthélemy.
La chapelle Notre-Dame est remarquable par le tombeau de l'évêque Hugues de Castillon (1336-1352), en marbre blanc de Saint-Béat, attribué au Maître de Rieux.

#### Chapelle de la Vierge Marie
Un retable monumental avec au centre un tableau représentant la Femme de l'Apocalypse. La Vierge Marie a pour manteau le soleil, elle est debout sur la Lune et écrase le démon, l'Enfant Jésus tient un sceptre de fer surmonté d'une croix.
Au-dessus du retable a été peinte une fresque représentant l'Assomption de Marie.
L'autel est en marbre rose et blanc avec un socle noir. Sur la façade, est posée une décoration dorée de deux rameaux avec des épis de blé avec au centre un cœur.
Le tabernacle est en bois sculpté en forme d'une église, sur la porte est sculptée une façade gothique d'une église.
De chaque côté du tabernacle est posé un tableau d'un ensemble d'icônes en miniature.
- Sur la frise du bas sont représentés des apôtres, évêques et archanges.
- La frise du milieu représente des scènes de la vie de Marie et de Jésus-Christ.
- Sur les deux frises du haut sont représentés des prophètes et des rois d'Israël.

Le tableau de la Sainte Famille représente l'Enfant Jésus bénissant, Joseph est en adoration, Marie lit des psaumes.
Sur le vitrail circulaire est représentée une pietà, entourée de Marie Madeleine et Marie de Clopas.
Sont classés au titre objet des monuments historiques :
- L'autel, le retable et le tableau datant du XVIIIe siècle[18].

##### Tombeau d'Hugues de Castillon
L'évêque Hugues de Castillon acheva en 1348 la construction de la nef gothique.
Le gisant date du 3e quart du XIVe siècle.
Sont classés au titre objet des monuments historiques :
- Le tombeau en marbre blanc de Saint-Béat de Hugues de Castillon (évêque de Comminges 1336 à 1352) daté du 2e quart du XIVe siècle[19].

#### Chapelle descardinaux
Sont classés au titre objet des monuments historiques :
- Le tombeau et autel en pierre de Bertrand de Miramont (évêque de Comminges de 1282-1285) daté du 4e quart du XIIIe siècle[20].

#### Chapelle Saint-Roch
Un tableau représente le pape Clément V avec un message établissant les grandes fêtes de la translation des reliques de saint Bertrand et la création du Jubilé. En 1309, le pape Clément V se déplaça dans le diocèse de Comminges (où il avait été évêque de Comminges de 1295-1299) avec un long cortège de cardinaux et d'évêques, de moines et de clercs, et d'officiers. Après avoir quitté Toulouse le 8 janvier, il séjourna jusqu'au 10 à Muret, puis le 11 il séjourna à Carbonne, le 12 il se rendit à l'abbaye de Bonnefont, et le 13 il arriva à Saint-Gaudens. Le 15 janvier, Clément V arrive à Saint-Bertrand-de-Comminges, où il présida le 16 et 17 janvier les grandes fêtes de la translation des reliques de saint Bertrand. Le pape Clément V institua le jubilé pour y être célébré à la cathédrale toutes les fois où la fête de l'Invention de la Sainte Croix du 3 mai tombe un vendredi,.
La statue du Christ en croix daté du XVe siècle provenant de la chapelle Saint-Julien est inscrit à l'inventaire des monuments historiques.

#### Chapelle Saint-Exupère
Dans la chapelle se trouvent un ancien confessionnal et un meuble abritant les brochures d'informations de la cathédrale, de saint Bertrand et du diocèse de Toulouse.

#### Chapelle Saint-Joseph
Chaque fin d'année, la chapelle Saint-Joseph accueille la crèche de Noël.

#### Chapelle axiale
La chapelle abrite l'icône de la Vierge à l'Enfant. Marie tient la cathédrale qui lui est consacrée dans sa main droite. Cette icône a été offerte au chanoine Joseph Destié lors de son départ à la retraite en 1993.
Le buste reliquaire de saint Bertrand ou saint Blaise daté du XVIIe siècle est inscrit à l'inventaire des monuments historiques.

#### Chapelle Saint-Barthélémy-sacristie
La sacristie est le lieu où les prêtres, les servants d'autel et les évêques (venant présider les grandes cérémonies (fêtes de saint Bertrand, Jubilé ou pèlerinage) se préparent pour célébrer les cérémonies liturgiques.
Sont inscrits à l'inventaire des monuments historiques :
- Une statue de la Vierge à l'Enfant datée du XVIIIe siècle, elle est conservée dans la sacristie pour la faire participer à des cérémonies[25].

#### Chapelle Sainte-Marguerite
La chapelle est située en haut d'un escalier. Dans cette chapelle se trouve l'entrée de la salle du trésor.
Deux tapisseries murales de l'Adoration des Mages et de la Présentation au Temple sont placées dans la chapelle.
Elles ont pour dimensions : 1,80 mètre de hauteur et de 2,97 mètres de longueur.
Ces tapisseries faisaient partie d'un ensemble de neuf tapisseries (dont sept ont disparu) racontant les principales scènes de la vie de Marie.
Elles ont été commandées par l'évêque de Comminges Jean de Mauléon entre 1525 et 1551 à un artiste de Flandres, Maître de Montmorency.
Les tapisseries ont été restaurées en 2010 par Nadège François.
Sont classés au titre objet des monuments historiques :
- Les deux tapisseries murales en laine de l'Adoration des Mages et de la Présentation au Temple daté du XVIe siècle[27].

#### Salle du trésor
Dans l'ancienne salle capitulaire se trouve le trésor de la cathédrale (vases sacrés, ornements liturgiques).
Sont classés au titre objet des monuments historiques :
- Le bâton de procession dit la licorne de saint Bertrand daté du XIIIe siècle[28].
- La chape de l'histoire de la Vierge Marie (donnée par le pape Clément V) daté du XIVe siècle[29].
- L'anneau épiscopal en argent orné d'un corindon brut daté du XIIe siècle[30].
- Une chasuble d'origine allemande en cuir cavé et doré avec doublure en toile de lin daté du XVIIIe siècle[31].
- Un reliquaire-tour en cuivre doré daté du XIIIe siècle[32].
- Les gants liturgiques en soie rouge et blanche du cardinal Pierre de Foix, et un gant épiscopal dit de saint Rémy en soie blanche[33].
- Une bourse-reliquaire en drap d'Areste (soierie) daté du XIIIe siècle, il contenait les reliques de saint Jean Chrysostome[34].
- Un reliquaire (ancien coffre à jouet) daté du XVe siècle, il contient les reliques de saint Barthélémy.
- Une châsse brodée en satin de soie daté du XVIIe siècle[35].
- Une paire de sandales liturgiques en soie datée du XIVe siècle[36].
- Une mitre dite de saint Bertrand en lin, soie blanche et fils d'or datée du XIIe siècle[37].
- Une aube en satin brodée de cinq apôtres datée du XIVe siècle[38].
- Un coffret en bois et cuivre repoussé daté du XIVe siècle[39].
- Une chasuble en soie blanche datée du XVIIe siècle[40].
- Une croix en argent et cristal de roche datée des XVe et XVIe siècles[41].
- Une chape de la Passion offerte par le pape Clément V daté du XIVe siècle.

Sont inscrits à l'inventaire des monuments historiques :
- L'ornement liturgique : chasuble, étole de clerc, manipule, voile de calice et bourse de corporal datés vers 1720[42].
- Une statue de la Vierge à l'Enfant datée du XVIIIe siècle et restaurée en 2010[43].
- L'ornement liturgique : chasuble, étole de clerc, manipule, voile de calice et bourse de corporal datés vers 1730 - 1740[44].
- Un calice et patène en argent daté de 1678 réalisé par l'orfèvre Lacère Jean I[45].
- Un reliquaire daté du XVIe ou du XVIIe siècle[46].
- Un reliquaire daté du XVIe ou du XVIIe siècle[47].
- Une pietà datée du XVIe siècle, elle provenait d'une niche extérieure d'une maison de Saint-Bertrand-de-Comminges[48].
- Une statue d'un saint évêque datée du XVIIIe siècle[49].
- Deux fragments en cristal de roche d'un reliquaire[50].
- Une statue de saint Antoine le Grand datée du XVIIIe siècle[51].
- Une statue de la Vierge à l'Enfant provenant de la chapelle Saint-Julien datée du XVIIe siècle[52].

### Les boiseries Renaissance du chœur
Le chef-d'œuvre de la cathédrale est sans nul doute les boiseries Renaissance du chœur, véritable « église en bois » inaugurée la nuit de Noël 1535.
À noter :
- Le jubé, séparant l'avant-nef du chœur, richement décoré. Il a été restauré en 1972[53].

- Les 66 stalles disposées sur deux rangs.
- Le trône épiscopal commence la rangée des hautes stalles côté épître.

Sont classés au titre objet des monuments historiques :
- Les stalles datées du XVIe siècle[54].
- Le jubé daté du XVIe siècle[53].

### Lechœur
- Le retable monumental est en bois sculpté, recouvert de peintures et dorures et date du XVIe siècle[55],[56].
- Le maître-autel est en marbre de Sarrancolin et date du XVIIIe siècle[56].

Sur la partie inférieure du retable est représenté :
- Sur la gauche, saint Jean le Baptiste et saint Bertrand (au-dessus une statuette de sainte Anne et de la Vierge à l'Enfant).
- Au centre la Vierge à l'Enfant.
- Sur la droite, saint Sébastien et Clément V (au-dessus une statuette de la Vierge à l'Enfant).
- Dessous la prédelle représente 27 bas-reliefs relatant la vie de Marie et de Jésus[56].

Sur la partie supérieure du retable est représenté :
- Au centre, Dieu le Père, dessous est attachée à un fil une colombe en bois sculpté (avec les ailes grandes ouvertes) représentant l'Esprit-Saint.
- Sur la gauche : Élie, l'archange Gabriel (partie gauche de l'Annonciation) et saint Pierre.
- Sur la droite : Moïse, Marie (partie droite de l'Annonciation) et saint Paul.

Sont classés au titre objet des monuments historiques :
- Un lutrin daté du XVIe siècle[57].
- Les 5 verrières datées des XVe et XVIe siècles[58].

### Le mausolée de Saint-Bertrand
Au début du XVe siècle, l'évêque Pierre de Foix fait élever un mausolée dans le chœur de la cathédrale pour recueillir les restes de saint Bertrand. La face tournée vers le chevet est couverte de peintures sur pierre datant du XVIIe siècle reproduisant les scènes miraculeuses de la vie du saint. La face tournée vers le chœur est percée d'une cavité contenant la grande châsse d'argent et d'ébène où repose le corps du saint.
Sont classés au titre objet des monuments historiques :
- Le monument sépulcral en pierre (édicule) dit du tombeau de saint Bertrand daté du XVe siècle[59].
- Les peintures monumentales relatant la vie de saint Bertrand daté du XVIe siècle[60].
- La châsse en ébène et argent, dite tombeau de saint Bertrand daté du XVIIIe siècle[61].

#### Reliquesdesaint
À l'arrière du mausolée se trouvent trois niches abritant des reliquaires, la grande niche centrale abrite le tombeau de saint Bertrand.
Il est possible d'y voir les reliques de saint, avec notamment : sainte Bernadette, saint Jean Marie Vianney sainte Germaine, saint François de Sales, sainte Jeanne de Chantal, sainte Marguerite-Marie Alacoque, saint Jean Bosco, etc.

### Sacristie haute
Un tableau portrait de l'abbé Don Dorat (Nicolas de Saint-Hilarion) des Feuillants daté de 1767 est inscrit à l'inventaire des monuments historiques.

## Fêtes
- Saint Bertrand de Comminges est fêté le 16 octobre selon le calendrier grégorien[63]. La fête religieuse de saint Bertrand est fêtée le dimanche suivant, avec le matin, une messe solennelle en présence de l'archevêque du diocèse de Toulouse, suivie d'une procession des reliques et des vêpres l'après-midi[64],[65].
- Le jubilé de Saint Bertrand de Comminges est célébré toutes les fois où la fête de l'Invention de la Sainte Croix du 3 mai tombe un vendredi. Le jubilé est alors fêté tous les 6, 5, 6 et 11 ans. Les précédents jubilés se sont déroulés en 1996, 2002, 2011[22] et 2019[65]. Les prochains jubilé seront célébrés en 2024[66] et 2030[67].

## Pèlerinages
Tous les deux ans, des pèlerinages en VTT sont organisés en suivant trois itinéraires (la via Occitania, la via Tolosa et la via Pastelou) du Chemins de Compostelle dont l'arrivée est à Saint-Bertrand-de-Comminges,,,.

## Galerie

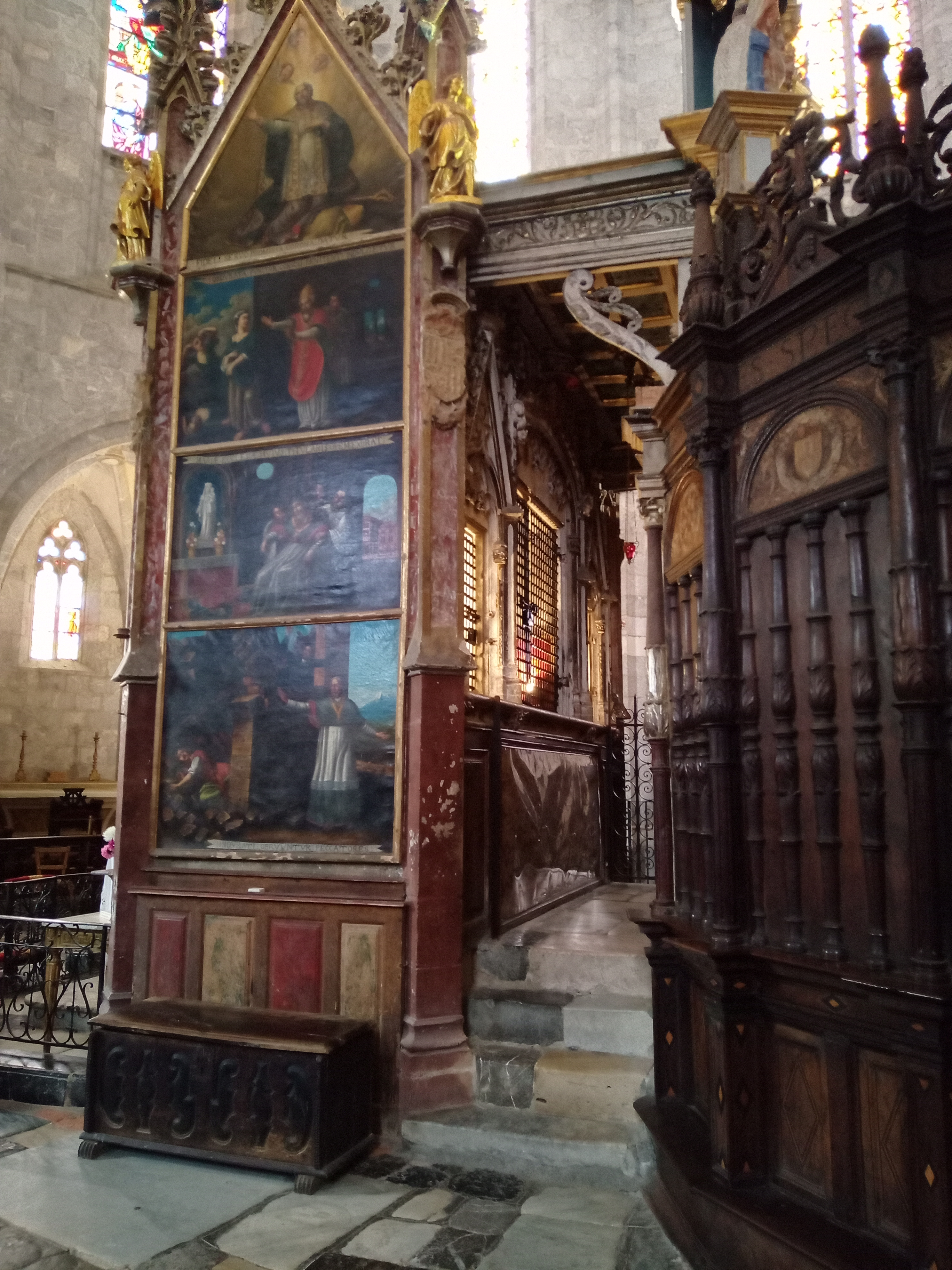
Passage à l'arrière du mausolée pour accéder aux reliquaires
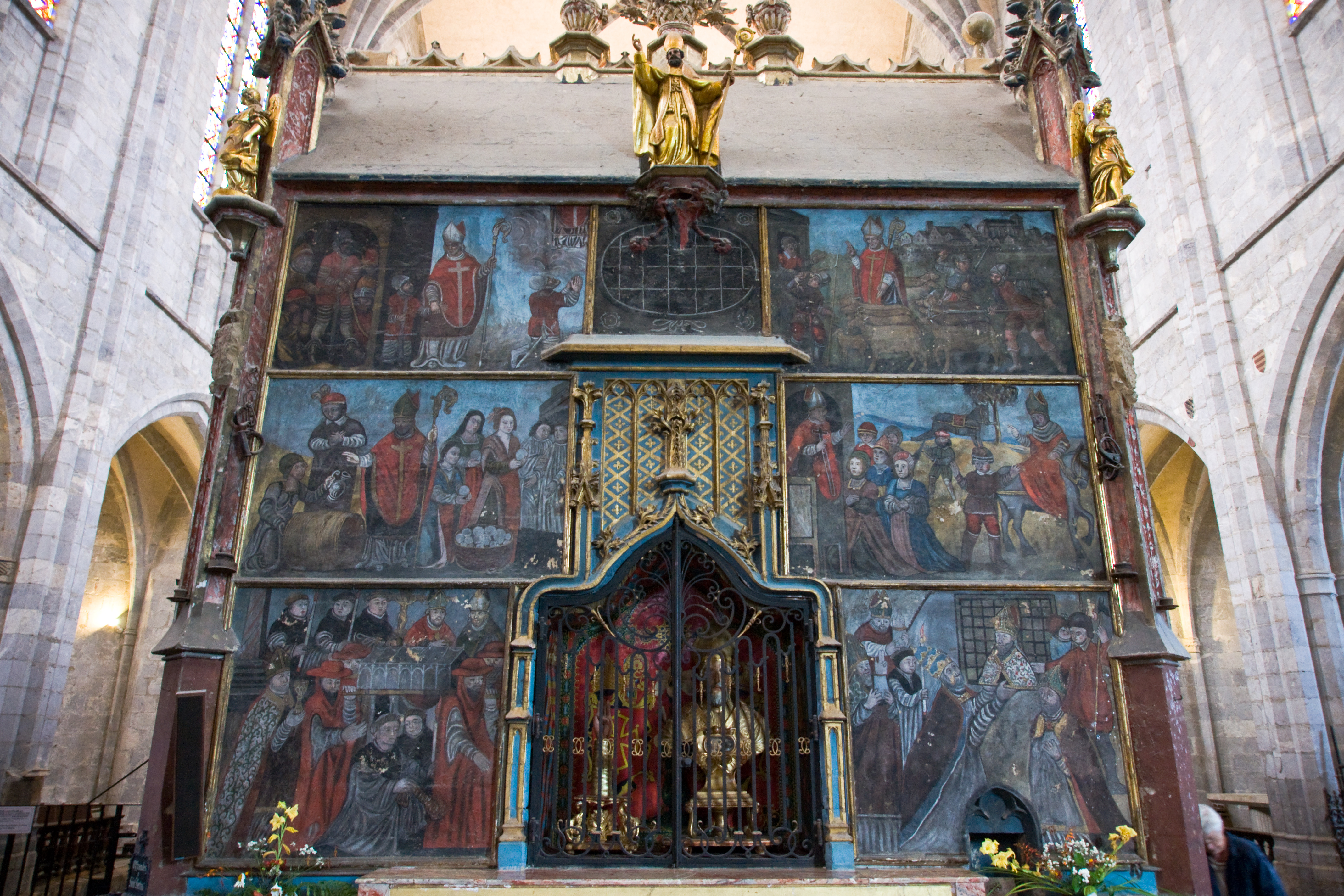
Le mausolée de saint Bertrand avec ses peintures du XVIIe siècle.
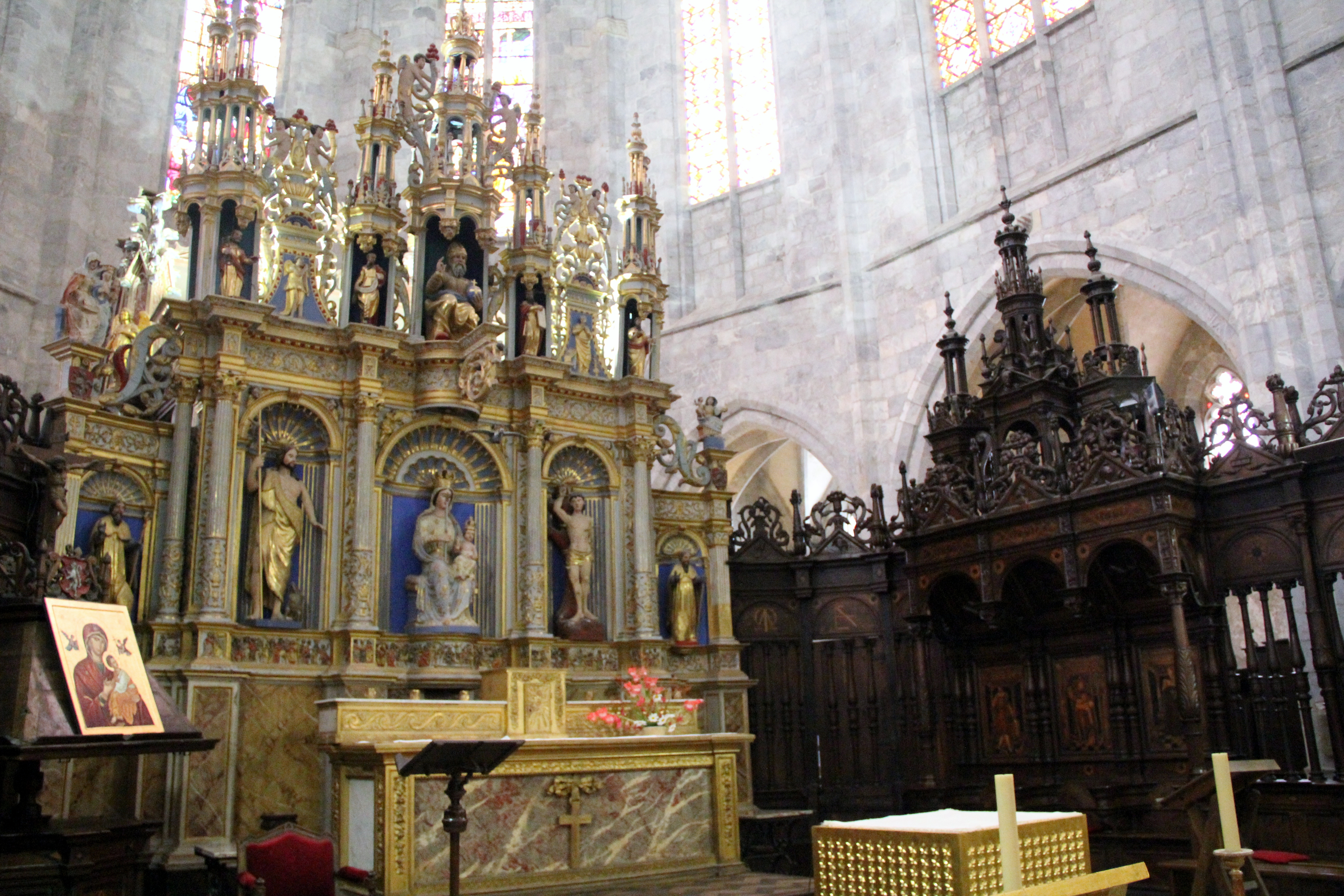
Le retable du chœur.
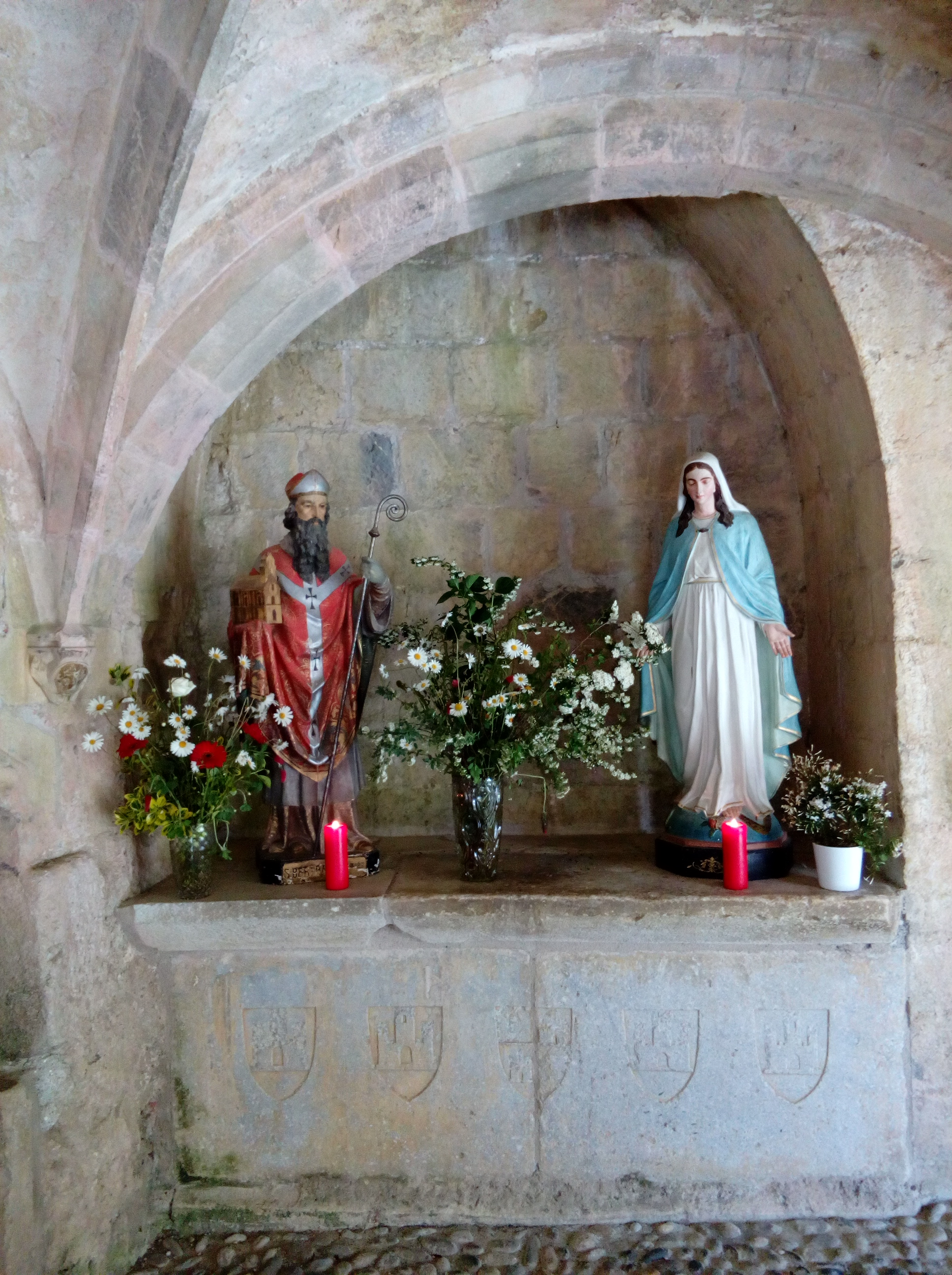
Oratoire du cloître
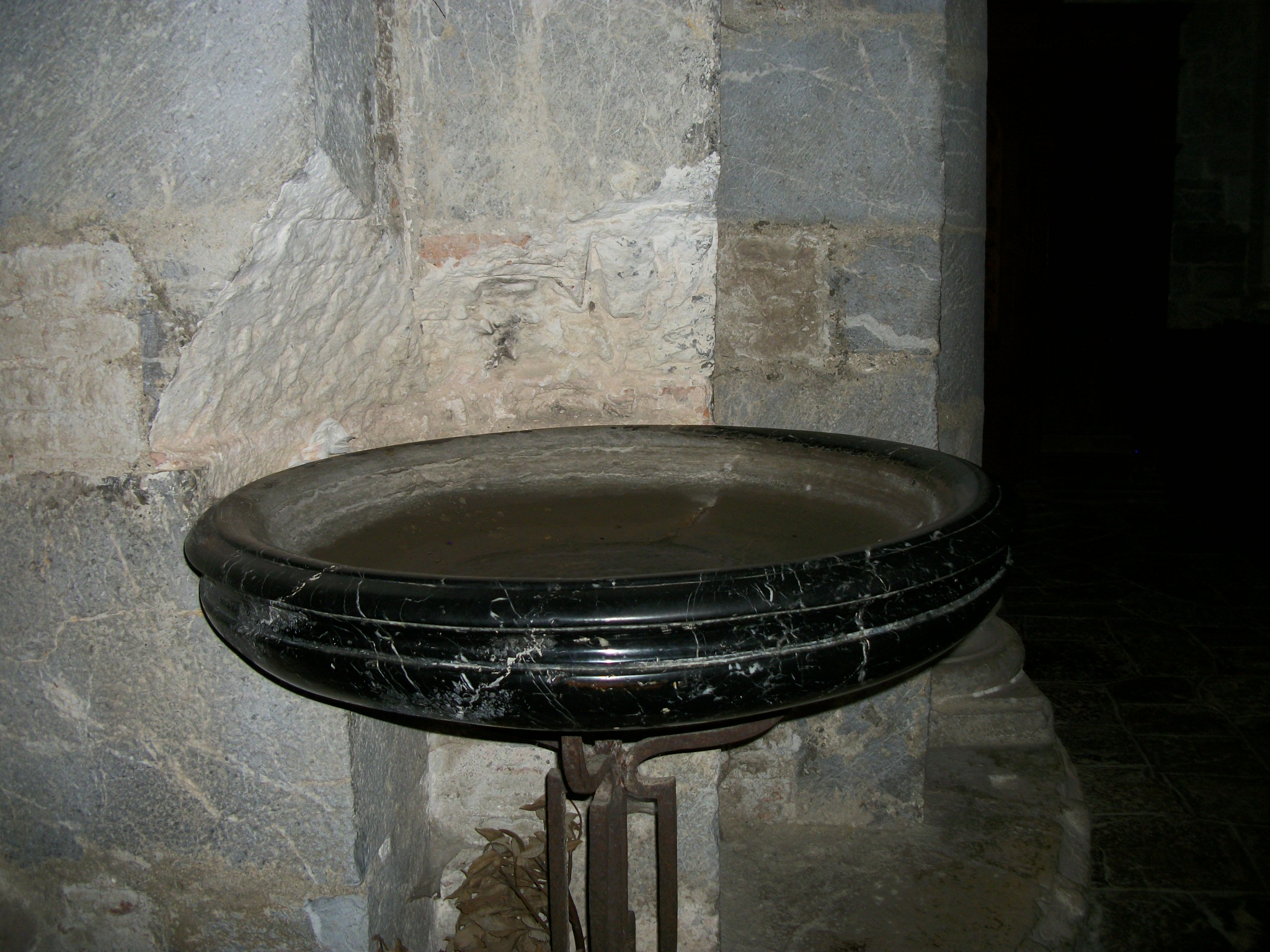
Bénitier en marbre noir
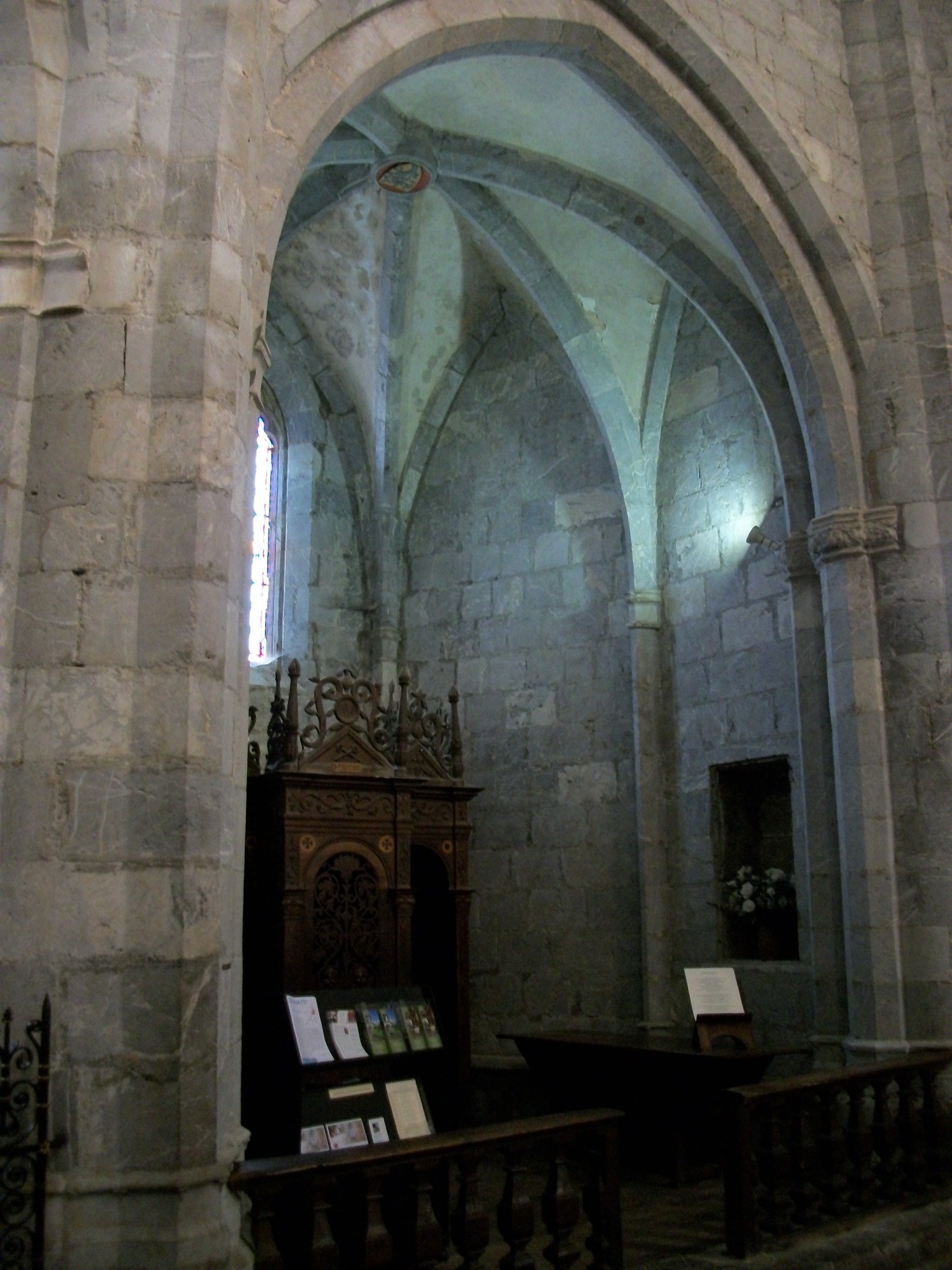
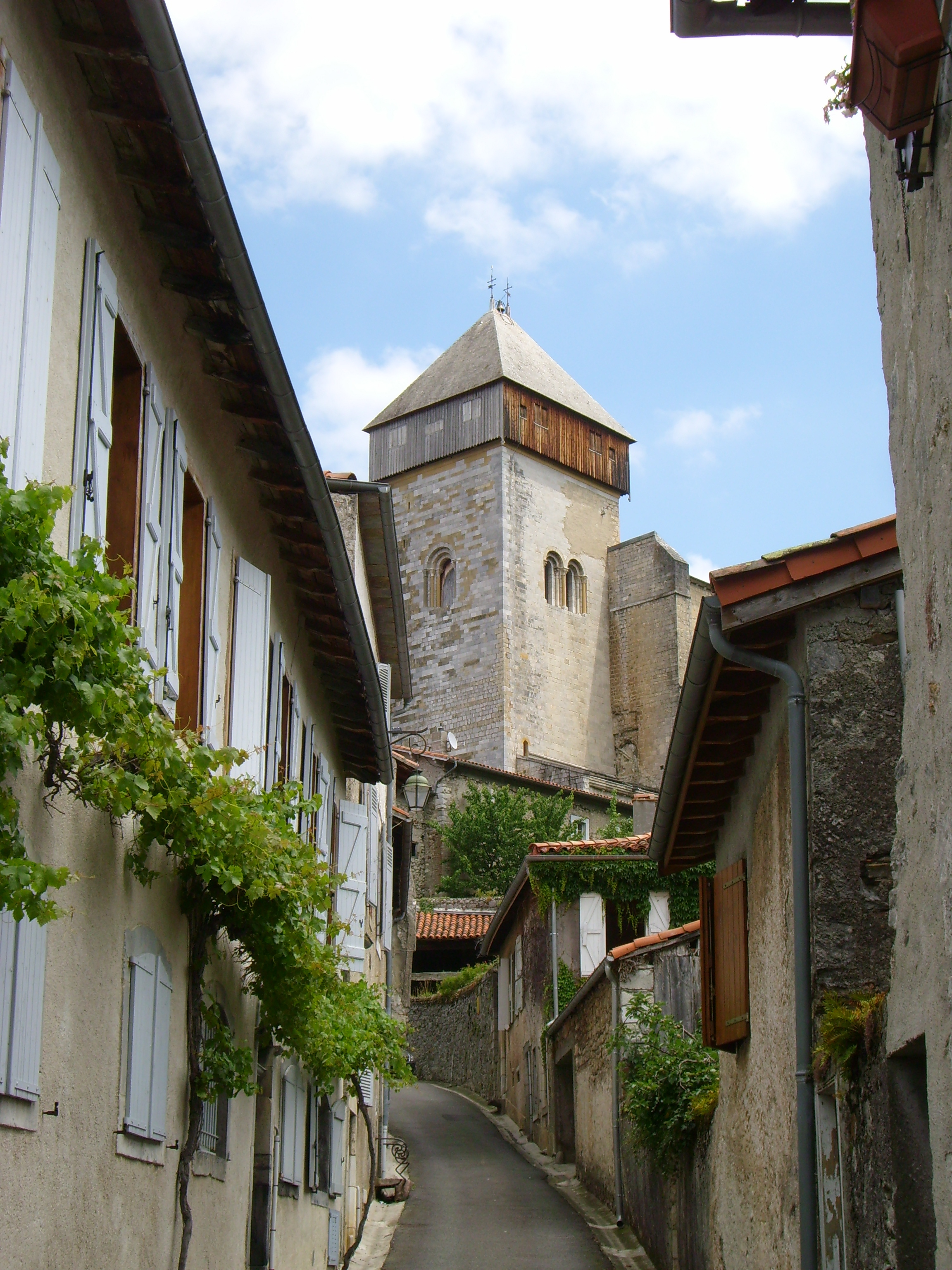
Une ruelle de Saint-Bertrand-de-Comminges, avec la tour-clocher de la cathédrale.
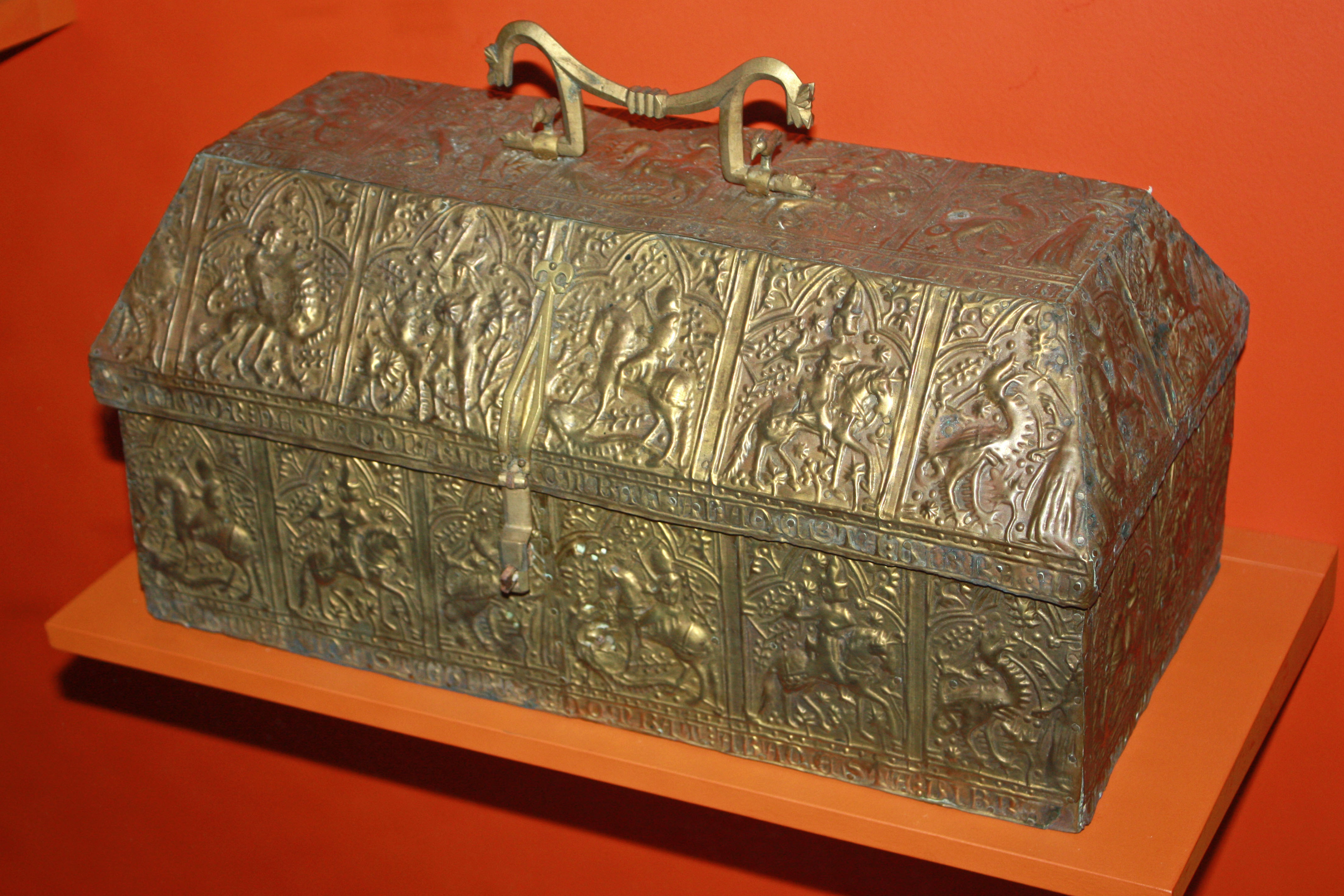
Trésor de la cathédrale : coffret du XIVe siècle.

## Sources
- Une grande partie des informations provient du document La cathédrale de Saint-Bertrand-de-Comminges mis à la disposition des visiteurs, édité par la mairie de Saint-Bertrand-de-Comminges, sur un texte d'Henri Sarramon.